# Tomići (Czarnogóra)
Tomići (cyr. Томићи) – wieś w Czarnogórze, w gminie Bar. W 2011 roku liczyła 14 mieszkańców.